# TM-XML
Il Trade Mark Extensible Markup Language (TM-XML) è uno standard aperto XML per il settore dei marchi e per lo scambio d'informazioni sui marchi tra gli uffici della proprietà industriale ed i loro soci o utenti.

## Obiettivi
L'obiettivo iniziale era la definizione dello standard XML per lo scambio d'informazioni sui marchi. Nella fase delle specifiche e dopo la creazione della norma ST.66 dell'OMPI sono stati aggiunti i seguenti obiettivi:
- Definire standard XML per gli uffici dei marchi ed il settore dei marchi
- Proporre risultati utili come base per la creazione di norme OMPI
- Definire standard Web service per i marchi
- Fornire esempi di applicazioni e strumenti
- Condividere esperienze, pratiche e conoscenze
- Promuovere la collaborazione e l'armonizzazione delle informazioni sui marchi e le rappresentazioni delle conoscenze
- (Nuovo) Preparare il Web semantico emergente per il settore dei marchi nel quadro della proprietà intellettuale

## Antecedenti
TM-XML è stato definito nel giugno 2003 da un gruppo di lavoro creato dall'Ufficio per l'Armonizzazione nel Mercato Interno.
Sono state pubblicate otto versioni preliminari per raccogliere osservazioni (versioni da 0.1 a 0.7 e bozza 1.0) prima della pubblicazione della versione 1.0 definitiva avvenuta il 26 maggio 2006 nel sito Web TM-XML.org.
La versione 1.0 definitiva di TM-XML è stata proposta come base per la creazione di una norma OMPI chiamata ST.66 che è stata adottata dallo Standing Committee on Information Technologies / Standards and Documentation Working Group (SCIT/SDWG) [comitatao direttivo sulle tecnologie dell'informazione/gruppo di lavoro su norme e documentazione] nel corso della sua ottava riunione del 19-22 marzo 2007 a Ginevra.

## Roadmap 2008-2010
| Versione            | Prevista per | Contenuto |
| ------------------- | ------------ | --- |
| TM-XML Versione 2.0 | 2008         | Informazioni su opposizione, ricorso e rinnovo. Primi servizi Web e regole in Resource Description Framework (RDF) e Web Ontology Language (OWL) |
| TM-XML Versione 3.0 | 2010         | Altri servizi Web e Web semantico – Rappresentazione della conoscenza & Servizi                                                                  |